# Німмонс (Арканзас)
Німмонс (англ. Nimmons) — місто (англ. town) в США, в окрузі Клей штату Арканзас. Населення — 69 осіб (2010).

## Географія
Німмонс розташований за координатами 36°18′22″ пн. ш. 90°5′43″ зх. д. / 36.30611° пн. ш. 90.09528° зх. д. (36.306241, -90.095167).  За даними Бюро перепису населення США в 2010 році місто мало площу 0,65 км², уся площа — суходіл.

## Демографія
Згідно з переписом 2010 року, у місті мешкало 69 осіб у 37 домогосподарствах у складі 16 родин. Густота населення становила 106 осіб/км².  Було 45 помешкань (69/км²). 
Расовий склад населення:
| - 98,6 % — білих |

До двох чи більше рас належало 1,4 %. Іспаномовні складали 0,0 % від усіх жителів.
За віковим діапазоном населення розподілялося таким чином: 14,5 % — особи молодші 18 років, 60,9 % — особи у віці 18—64 років, 24,6 % — особи у віці 65 років та старші. Медіана віку мешканця становила 47,2 року. На 100 осіб жіночої статі у місті припадало 102,9 чоловіків;  на 100 жінок у віці від 18 років та старших — 110,7 чоловіків також старших 18 років.
Середній дохід на одне домашнє господарство  становив 32 600 доларів США (медіана — 21 250), а середній дохід на одну сім'ю — 19 662 долари (медіана — 16 250). За межею бідності перебувало 36,2 % осіб, у тому числі 0,0 % дітей у віці до 18 років та 12,5 % осіб у віці 65 років та старших.
Цивільне працевлаштоване населення становило 13 особи. Основні галузі зайнятості: будівництво — 46,2 %, роздрібна торгівля — 15,4 %, мистецтво, розваги та відпочинок — 15,4 %.